# Уинтон, Николас
Сэр Ни́колас Джордж Уи́нтон (англ. Sir Nicholas George Winton; 19 мая 1909, Хампстед — 1 июля 2015, Слау) — британский филантроп, накануне Второй мировой войны организовавший спасение 669 детей (преимущественно еврейского происхождения) в возрасте от двух до семнадцати лет из оккупированной немцами Чехословакии в ходе операции, получившей впоследствии название «Чешский Киндертранспорт». Уинтон находил для детей принимающие семьи и организовывал их вывоз в Великобританию. Пресса Соединённого Королевства назвала Уинтона «Британским Шиндлером». В течение 49 лет он хранил тайну спасения детей.

## Биография
Николас Джордж Уинтон происходит из семьи немецких евреев, которые в 1907 году эмигрировали в Великобританию, приняли крещение и изменили свою первоначальную фамилию Вертхайм (нем. Wertheim) на английскую. Уинтон не получил систематического образования и начал работать в банке, не окончив школу. Получив опыт банковской работы не только в Англии, но и в Германии и Франции, в 1930-е годы работал брокером на Лондонской фондовой бирже.
В конце 1938 года Уинтон выехал в Прагу по просьбе своего друга, работавшего там в еврейской благотворительной организации. Поняв, что еврейское население Чехии находится под серьёзной угрозой, он остался в Праге и открыл своеобразный офис в вестибюле гостиницы, в которой остановился. Работа Уинтона заключалась в организации беспрепятственной перевозки еврейских детей в Великобританию; для этого требовались договорённости с властями Нидерландов, через чью территорию осуществлялся транзит, и организационно-финансовые гарантии, без которых Великобритания не разрешала въезд. В Англии Уинтону в поиске семей, готовых принять еврейских детей, помогала его мать.
После начала Второй мировой войны Уинтон вернулся в Англию, зарегистрировался как сознательный отказчик и начал работать в Красном кресте. Затем он пересмотрел своё решение и в 1940 году поступил на службу в Королевские военно-воздушные силы Великобритании. Вышел в отставку в 1954 году в чине лейтенанта.
В дальнейшем Уинтон занимался организацией большого приюта для престарелых в городе Сент-Олбанс. Его заслуги в этой работе были отмечены в 1983 году степенью кавалера ордена Британской империи.
Скончался 1 июля 2015 года на 107-м году жизни.

## Признание
Широкую известность пражская деятельность Уинтона получила в 1988 году, после того как жена Уинтона обнаружила его записную книжку 1939 года с адресами английских семей, принявших спасённых детей. Сам Уинтон никогда не рассказывал об этом. По всем адресам были направлены письма, и около 80 спасённых были найдены. Ток-шоу That’s Life! на телеканале BBC пригласило Уинтона в качестве зрителя в студии; неожиданно для него ведущая Эстер Ранцен рассказала его историю, после чего попросила подняться спасённых им людей, которых в небольшой студии собралось больше двадцати.
Постепенно судьба Уинтона получала всё более широкую известность. В сентябре 1994 года он получил благодарственное письмо от президента Израиля Эзера Вейцмана; в 1998 году был награждён чешским Орденом Масарика. В 2002 году королева Елизавета II посвятила его в рыцари. В 2014 году в возрасте 105 лет был награждён высшей наградой Чехии — Орденом Белого льва.

## Поезд Уинтона
1 сентября 2009 года, в честь 70-летней годовщины последнего «Киндертранспорта», планировавшегося на 3 сентября 1939 года, но так и не осуществлённого по причине начала Второй мировой войны, специальный «Поезд Уинтона», составленный из локомотива и вагонов, эксплуатировавшихся в 1930-х годах, отправился с Центрального вокзала Праги в Лондон по маршруту «Киндертранспорта». В Лондоне пассажиров поезда — выживших «Детей Уинтона» и их родственников — встречал сам Уинтон, которому на Центральном вокзале Праги перед отправлением поезда был торжественно открыт памятник.

## Известные спасённые дети
- Карел Рейш — британский режиссёр
- Рената Лаксова[англ.] — американский генетик
- Джозеф Шлезингер[англ.] — канадский журналист и писатель
- Альфред Дабс[англ.] — барон, британский парламентарий
- Вайс, Ицхак Тувья — главный раввин «Эда Харедит», ортодоксального объединения Иерусалима

## Награды

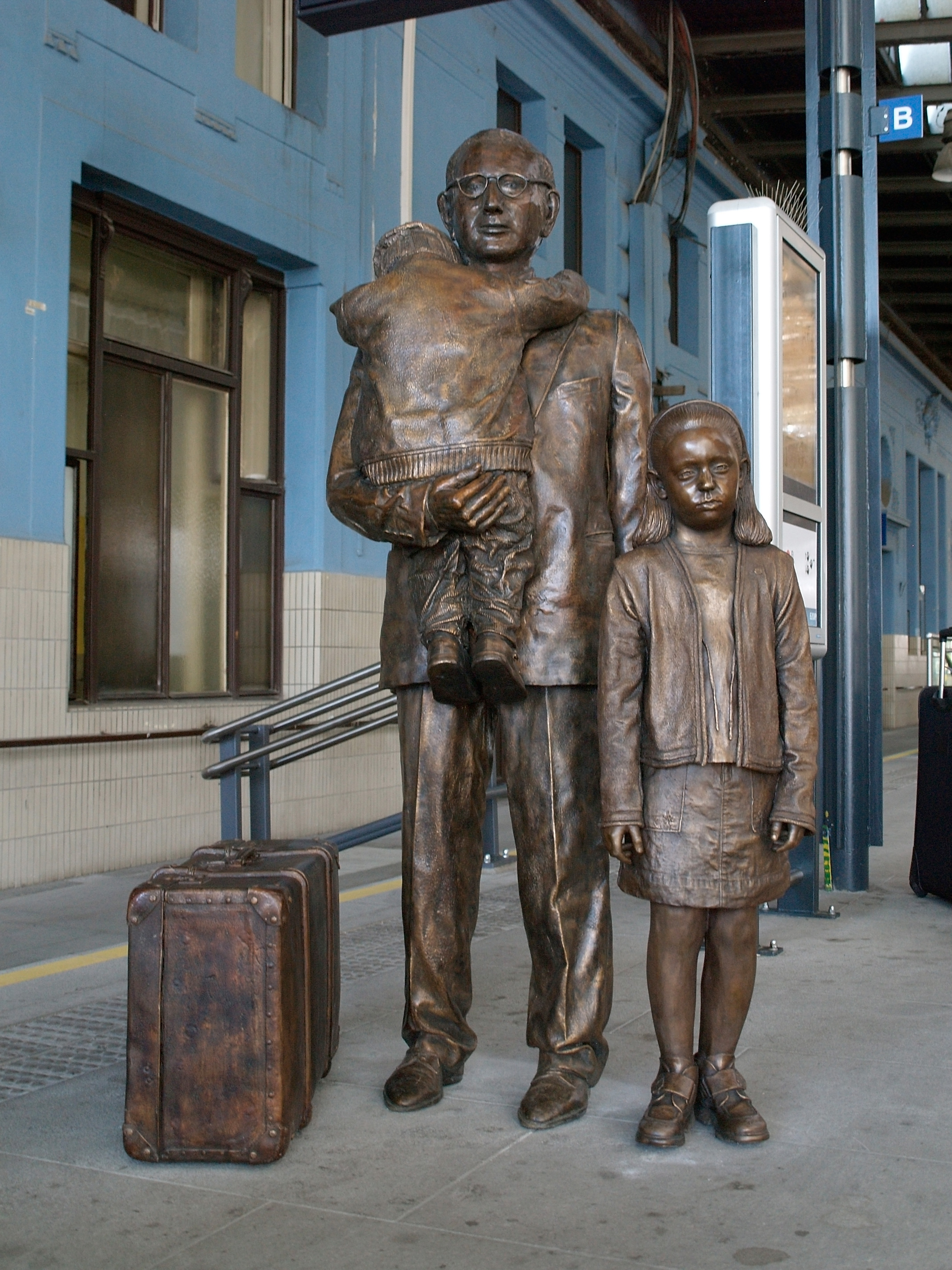
Один из памятников Николасу Уинтону

- Член Ордена Британской Империи (MBE) за вклад в создание общества «Аббифилд»[англ.] (1983)
- Чешский орден Томаша Гаррига Масарика четвёртой степени (1998 год)
- Рыцарское звание в знак признания работы на «Чешском Киндертранспорте» (2002)
- Награда «Гордость Британии» за жизненные достижения (2003)
- В честь Уинтона названа малая планета 19384 Уинтон, открытая чешскими астрономами супругами Яной Тиха и Милошем Тихи (1998)[7]
- Именем Уинтона названа начальная школа в городе Кунжак (Чехия)
- Крест Заслуг Министерства обороны Чехии первой степени (2008)
- Выдвижение на Нобелевскую премию мира (2008)
- Звание «Британский герой Холокоста» (2010)
- Памятник у железнодорожного вокзала в городе Мейденхед (Великобритания, 2010)
- Памятник на первой платформе Центрального вокзала Праги, изображающий Уинтона с ребёнком на руках (2009)
- Орден Белого льва (2014)[5]

Несмотря на то, что Николас Уинтон являлся христианином, его еврейское происхождение стало препятствием в присвоении ему израильского звания Праведника мира, присуждаемого неевреям, с риском для жизни спасавшим евреев в годы фашистской оккупации Европы.